# 加減乘除釋
《加減乘除釋》，由清学者焦循作于清乾隆五十九年（1794年），全书共分八卷。

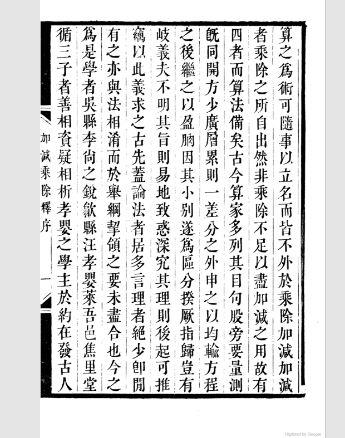
《加減乘除釋》书影

- 卷一、卷五 论加减乘除的运算法则
- 卷二 二项式乘法
- 卷三 乘除运算法则
- 卷四、卷六 分数的运算法则
- 卷七 比例
- 卷八 加减乘除的四则运算

## 例子
1.  A + A =2A
2.  A之平分 =A/2
3.  A 分为三等分， 其中两个大于一份
4.  A+B=B+A
5.  A*B=B*A
6. B*A*C =C*B*A =A*C*B
7. (A-B)+C=A-(B-C)